# روليت

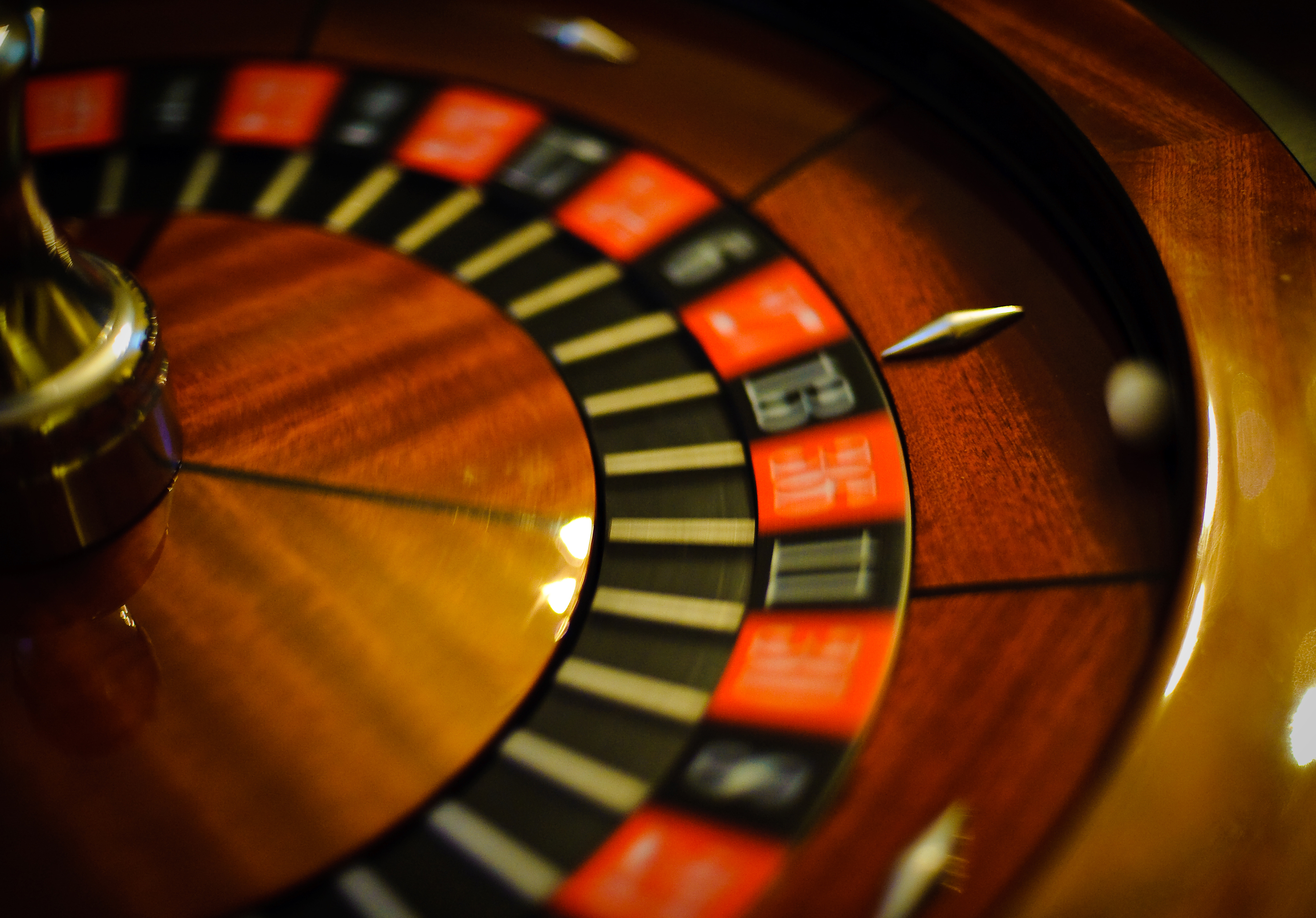
عجلة الروليت

الروليت هي لعبة قمار تمارس في الكازينو سميت باسم لعبة فرنسية تسمى العجلة الصغيرة. في هذه اللعبة، يختار اللاعبون أن يضعوا قمارهم اما على رقم، نطاق يشمل عدة ارقام متتالية، أو اما وضع الرهان على واحد من اللونين الأسود أو الأحمر، أو فردي وزوجي. و لتحديد الرقم واللون الفائز يقوم موظف الكازينو بلف العجلة في اتجاه ولف الكرة في الاتجاه الآخر في مجال مائل حول نطاق العجلة. تفقد الكرة سرعتها بالتدريج وتقع على واحد من 37 رقعة (في العجلة زي التصميم الأوروبي) أو 38 (في العجلة زي النظام الأمريكي) ملونة ومرقمة على طرف العجلة.

## التاريخ
أول أشكال الروليت اخترعت في القرن الثامن عشر في فرنسا. قدم بليز باسكال العالم الفيزيائي الشكل البدائي من الروليت في القرن السابع عشر في بحثه عن الآلات الأبدية الحركة.
مورست اللعبة بشكلها الحالي منذ عام 1796 في باريس. هناك وصف للعبة الروليت بشكلها الحالي في رواية فرنسية اسمها La Roulette, ou le Jour تصف بها وصف لعجلة روليت.
لاحقاً، بدأ تشريع لعب لعبة روليت حيث ظهرت في عام 1815 في ألمانيا حيث كانت متاحة للعب في عدة كازينوهات. وفي فرنسا كانت أول مرة تلعب بعد تشريعها كانت في كازينو لشخص يدعى فرانسوا والذي قام بفتح كازينو للعبة روليت على بعد أميال من مدينة نيس الفرنسية.
وفي عام 1843، في كازينو ألماني بمدينة هامبورغ، قام الفرنسيان فرانسوا ولويس بلانك بتقديم عجلة روليت بها صفر واحد لمنافسة كازينوهات أخرى تقدم العجلة العادية ذي الصفر والصفرين.
في بعض الأشكال الأولى من الروليت الأمريكي - كما جاء بكتب القمار لهويل عام 1886 - كان هناك ارقام من 1 إلى 28 بالإضافة إلى صفر واحد، صفرين، ونسر أمريكي.

## قوانين اللعب ضد الكازينو
هناك الكثير من الاختيارات أمام اللاعبين في رهاناتهم، أما وضع الرهان على رقم الرقعة التي سوف تثبت عليها الكرة، أو نطاق صغير من عدة رقع ويسمى الرهان بالداخلي في هذه الحالة. أما وضع الرهان على مجموعة كبيرة من الرقع، أو حسب لون الرقعة، أو حسب الفردية والزوجية لعدد الرقعة يسمى بالرهان الخارجي.
وقد توفى المخترع بسبب عدم وجوده لحل لها
المصدر ( المطرفي )
هناك طريقة تسمى طريقة الأرسال من بعيد وهذي الطريقة فاشلة وتعتبر من أفشل الطرق ولا ينتج عنها غير الخسارة خصوصا عندما تصبح متعددة الأطراف
يصبح بالتالي استخدامها غير نافع ومجدي للأستخدام ويفضل تجنبها المتمكن في العب يفهم

## تسلسل أرقام عجلة الروليت
رقع عجلة الروليت مرقمة من 1 إلى 36 تتناوب ألوانها بين الأحمر والأزرق. وهناك رقعة خضراء تحمل الرقم صفر. في الروليت الأمريكي هناك رقعة خضراء أخرى تحمل رقم 00. رقم الرقعة يتبع هذا الترتيب على ان يتبع اتجاه الساعة:
العجلة ذي الصفر الواحد من اليسار إلى اليمين: 0-32-15-19-4-21-2-25-17-34-6-27-13-36-11-30-8-23-10-5-24-16-33-1-20-14-31-9-22-18-29-7-28-12-35-3-26
العجلة زي الصفرين من اليسار إلى اليمين: 0-28-9-26-30-11-7-20-32-17-5-22-34-15-3-24-36-13-1-00-27-10-25-29-12-8-19-31-18-6-21-33-16-4-23-35-14-2
قد يؤثر هذا الفرق البسيط على احتمالات الفوز فمن المعلوم أن لعبة الروليت الأوروبي تقدّم احتمالات ربح أفضل من الروليت الأمريكي، وبالتالي عادة ما يبحث المبتدئون عن هذه اللعبة للدخول في عالم الروليت بالأساس. ربما إذا رجعت أحد جداول احتمالات الفوز لهاتين النسختين، فقد تجد أنها لا تختلف كثيراً، لكن كل الخبراء يؤكدون أن الروليت الأوربي يقدّم حظوظاً أفضل بكثير على المدى الطويل.

## لعبة الروليت على شاشة السينما
نظرًا لأن لعبة الروليت موجودة منذ سنوات طويلة، فقد ظهرت في عددٍ كبيرٍ من الأفلام السينمائية العالمية، وكانت فيها لعبة الروليت فيها جُزءًا مُهمًا من القصة وعنصرًا مُهمًا من عناصر الحبكة، مثل الأفلام التالية:
1.   كازبلانكا (1942)
2.   كازينو (1995)
3.  Croupier (1998)
4.   13 (2010)
يُمكن أن تكون هذه الأفلام مُمتعة ومُثيرة للمُشاهدة، لكن هذا لا يعني أنها تعكس حقيقة ما يحدث بالفعل في الكازينو بشكلٍ واقعي. فهذه الأفلام تتناول لعبة روليت من جانب خيالي يخدم حبكة الفيلم.

## موقف لعبة الروليت القانوني في الدول العربية
من المُهم جدًا أن تعرف الوضع القانوني للعبة روليت وغيرها من العاب القمار في الدولة التي تتواجد فيها قبل أن تُقدِّم على اللعب؛ لأن هناك دول عربية تمنَع العاب القمار - ومن ضمنها الروليت – بشكلٍ قاطع، بينما هناك دول أخرى تُبيح للسيُاح فقط العاب القمار.
على سبيل المثال، فإن جمهورية مصر العربية يوجد بها 26 كازينو مُتاحين فقط للسياح العرب والأجانب وهم يدخلون إليها بموجب جواز السفر ويُحظَّر على المصريين الدخول إليها.
وتم تقنين إنشاء الكازينوهات في مصر في السبعينيات؛ بهدف تنمية القطاع السياحي وزيادة دخل الدولة من العملة الأجنبية. لذا فإن الدولة تفرِّض على الكازينوهات التعامل بالدولار الأمريكي وعدم قبول الجنيه المصري. وبلغت حصيلة الضرائب من الكازينوهات في مصر حوالي 7 ملايين دولار شهريًا خلال عام 2010. وبحسب مسؤولين في وزارة السياحة المصرية، فإن هذه الأموال كانت توجَّه إلى تنمية المنشآت السياحية بهدف جذب المزيد من السُياح وخلق المزيد من فرص العمل.
تحتوي لبنان وتونس أيضًا على كازينوهات مثل مصر، ولكن دول مجلس التعاون الخليجي تحظر إنشاء الكازينوهات أو حتى لعب أي من العاب القمار في المنازل.

## الغش في لعبة الروليت
يُعتبَّر الغش في لعبة الروليت أو في أي من العاب القمار الأخرى أمرٌ غير قانوني في كل دول العالم، وإذا اكتشف أي كازينو شخص يُمارس أي عملية احتيال لزيادة مكاسبه فإنه سيقوم بمنعه من اللعب في الكازينو أو أي كازينو آخر في المدينة أو الدولة بأكملها، وقد يصل الأمر إلى إلقاء القبض على هذا المُحتال من قِبل الشُرطة.
ومع ذلك، فهناك الكثير من اللاعبين الذين تمكنوا من استخدام الحيِّل المُختلفة في لعبة الروليت وتم اكتشاف أمرهم بعدما استطاعوا تحقيق المكاسب بالفعل من اللعب، ومن أشهر مُحتالي الروليت:
1.   ريتشارد ماركوس – اشتهر هذا الرجل لسنواتٍ عديدة بالاحتيال على كازينوهات لاس فيغاس في العديد من العاب الكازينو وخاصةً لعبة الروليت والبوكر. وقد طوَّر ماركوس نظاميّ Roulette Mix-up و The Savannah وهما نظامان كان هو وفريقه يطبقونها للحصول على المكاسب من لعبة الروليت دون أن يُدرك أحدٌ بأنه هو العقل المُدبر! ويمتلك ريتشارد ماركوس موقع يحمل اسمه يشرح فيه أساليبه وكيفية استخدامها في الكازينو لتحقيق الأرباح.
2.   شيري سكونز – كانت شيري عضوة في فريق ريتشارد ماركوس. وقد حصلت على كثير من الأرباح إلى أن كشفت الكازينوهات حيلها، لتعمل بعد ذلك في مجموعة CSI (Crime Scene Investigation) المُختصّة بمُكافحة جرائم الغش في الكازينو.
3.   Gonzalo Garcia-Pelayo – كان بلايو واحد من أنجح لاعبي الروليت في اسبانيا والعالم كله، ولكن كان نظامه ينطوي على قدرٍ مُعينٍ من الغش. وبالتالي فقد تم حظره من قبل العديد من الكازينوهات الإسبانية.

## اضرار الروليت
لهذه اللعبة أضرار مادية كبيرة، اذ ان النسبة الكبيرة من مقامرين هذه يخسرون أموالهم وهذا ما يؤدي بهم إلى اللعب مجددً وبذلك يصبح الإدمان واردا جدا.